# تاتسويا سوزوكي (لاعب كرة قدم مواليد 1988)
تاتسويا سوزوكي (باليابانية: 鈴木 達矢) (29 فبراير 1988 في كاواساكي في اليابان – )؛ هو لاعب كرة قدم سابق كان يلعب كلاعب وسط.

## وصلات خارجية
- تاتسويا سوزوكي (1988) على موقع قاعدة بيانات كرة القدم.إي يو (الإنجليزية)
- تاتسويا سوزوكي (1988) على موقع عالم كرة القدم.نت (الإنجليزية)